# تونی هارت
تونی هارت (انگلیسی: Tony Hurt؛ زادهٔ ۳۰ مارس ۱۹۴۶) قایقران روئینگ اهل نیوزیلند بود.
وی در مسابقات کشوری و بین‌المللی در مجموع برندهٔ ۲ مدال طلا، ۲ مدال برنز شده‌است.